# Sicalis luteola
O tipio ou canário-típio (Sicalis luteola), também conhecido por canário-da-horta e por outros nomes regionais, é uma ave passeriforme da família dos turdídeos.
Está presente em um habitat é grande e variado que consiste principalmente de áreas com vegetação de pouca densidade, como campos, savanas, zonas úmidas e pastagens, tanto em clima tropical quanto subtropical. Estende-se do sul do México à Argentina. Foi introduzido artificialmente a todas as Pequenas Antilhas continua habitando a região, exceto Anguilla, onde está extinto. Vive em áreas esparsas na maior parte dos países da  América Central Ístmica e em todos os países da América do Sul.
Mede cerca de 12,5 cm de comprimento. Alimentam-se de sementes e insetos, e geralmente são vistos em pares ou em pequenos grupos.